# Szerves vegyület
A kémiai vegyületeket két csoportba lehet sorolni, szerves és szervetlen vegyületekre. Ennek az osztályozásnak komoly történelmi múltja van, a határvonal a két csoport között nem éles, ráadásul az idők során változott is, de a IUPAC sem ad definíciót a szerves és szervetlen fogalmakra, és ajánlást sem arra nézve, hogy melyik vegyület melyik csoportba kerüljön.

## Az osztályozás története, első definíciók
A szervesség, élettel kapcsolatosság fogalma Galénosztól eredeztethető. Orvosként nem hitt abban, hogy az élő szervezet működése magyarázható élettelen atomok közjátékaként. Ez a szemlélet végigkísérte a középkort, nyomot hagyott az alkimisták élettel kapcsolatos kísérletein. Végül Jöns Jakob Berzelius svéd kémikus osztotta kétfelé a vegyületeket, aszerint, hogy élő vagy élettelen dologból származnak, azzal a kiegészítéssel, hogy a szerves vegyületek életerőt is tartalmaznak, szervetlen anyagból nem jöhetnek létre. A kiegészítést Friedrich Wöhler cáfolta meg azzal, hogy oxálsavat és karbamidot állított elő szervetlen anyagokból. A szerves-szervetlen felosztás azonban a mai napig fennmaradt, bár a jelentéstartalma módosult.

## Modern osztályozás, kötések alapján
Szerves vegyületnek alapvetően a széntartalmú vegyületeket tekintik. Léteznek olyan definíciók, amelyek C-C kötést tartalmazó, illetve C-H kötést tartalmazó molekulákat tekintik szervesnek. Mindkét definíció alól számos kivétel akad, így a szén allotropjai (pl. gyémánt, grafit) szervetlenek, pedig csak C-C kötést tartalmaznak. A hexaklórbenzol, szén-tetraklorid pedig szerves, noha nem tartalmaz C-H kötést.

## Modern osztályozás, elemek alapján

Magnezocén szerkezete

A Gmelins Handbuch der anorganischen Chemie 1887-től, Beilsteins Handbuch der Organischen Chemie 1881-től szintén besorolja a vegyületeket. Egy vegyület szervesnek számít, ha a következő elemeket tartalmazza:
- H, C, B, Si, N, P, As, O, S, Se, Te, F, Cl, Br, I
- alkálifémek, alkáliföldfémek

Kivételek, amelyek szervetlen vegyületnek számítanak:
- CO, CS, CO2, CS2, COS, C3O2, C3S2
- szénsav, és tio-analógjainak szervetlen kationnal képzett sói
- HCN, HOCN, HSCN és izosavjaik, fémsóikkal és komplexeikkel
- dicián, foszgén
- hangyasav, ecetsav, oxálsav fémsói
- a szén allotropjai

## Átmeneti zóna

Amavadin szerkezete

Vannak olyan vegyületek, amelyek kilógnak a sorból a nem teljesen egzakt definícióknak köszönhetően. Ilyenek például az alkáliföldfémek szendvicsvegyületei (pl. magnezocén), amelyek a Beilstein definíció szerint szerves vegyületnek kellene lenniük, mégis a rokonaikkal együtt, fémorganikus kémiával foglalkozó folyóiratokban publikálják őket a kutatók.
A légyölő galóca tartalmaz egy amavadin nevű vegyületet, amely származása miatt szerves biomolekula, a definíciók alapján mégis inkább szervetlen fémorganikus vegyületnek számít, mert vanádiumot tartalmaz.
Ebből a két példából is látható, hogy célszerűségi, kényelmi szempontok is befolyásolják, hogy a kémikusok egy molekulát hova tartozónak tekintenek.

## Tulajdonságaik
Általában a szerves vegyületek szilárd halmazállapotban molekularácsot képeznek, melynek rácspontjaiban egymáshoz másodrendű kötésekkel kapcsolódó molekulák foglalnak helyet. E gyenge másodrendű kötések miatt a molekulakristályok gyakorta könnyen megolvadnak vagy elpárolognak, az olvadás- és forráspontjuk közötti különbség kicsi. Viszonylag puhák és könnyen összenyomhatók, hő hatására jelentős mértékben kiterjednek. Az elektromosságot nem vezetik.